# Rolua
Rolua är ett släkte av fjärilar. Rolua ingår i familjen nattflyn.
Kladogram enligt Catalogue of Life:
| Rolua | \| \| Rolua coalescens \| \| \| \| \| \| Rolua monetifera \| \| \| \| |
|       | \| \| Rolua coalescens \| \| \| \| \| \| Rolua monetifera \| \| \| \| |
|       | Rolua coalescens                                                      |
|       |                                                                       |
|       | Rolua monetifera                                                      |
|       |                                                                       |